# Château de Mirville
Le château de Mirville est une demeure du XVIe siècle qui se dresse sur le territoire de la commune française de Mirville, dans le département de la Seine-Maritime, en région Normandie.
Le château, propriété privée, est partiellement inscrit au titre des monuments historiques.

## Localisation
Le château est situé dans un vallon, sur la commune de Mirville, dans le département français de la Seine-Maritime.

## Historique
Le fief de Mirville relevant de Tancarville est attesté dès 1080. En 1105, Adam de Mirville, cobelligérant du conflit qui oppose Henri Beauclerc à Robert Courteheuse entreprend des travaux de fortification dont il subsiste une motte dont les fouilles réalisées de 1979 a 1981, ont révélé huit niveaux distincts de bâtiments de bois, édifiés au XIe siècle autour de poteaux fichés en terre. En 1150 un étang et un moulin seigneurial sont signalés sur la rivière de Bolbec[réf. souhaitée].
Un « ostel » est construit à proximité de cette motte en 1431 par Jean Le Goupil, seigneur du Mesnil d'O. Rebâti au XVIe siècle il est à l'origine du château actuel. Deux fours à brique sont alors aménagés dans la motte pour la construction du manoir.
Par la suite, le château a été successivement par mariage la possession de Jacques du Bouillonnay en 1592, puis en 1669, de Jacques II Eudes, seigneur de Catteville. Au XVIIIe siècle, son petit-fils, Alexandre Eudes verra l'érection de la terre de Mirville en marquisat.
Au XVIIe siècle la chapelle du château devient l'église paroissiale[réf. nécessaire]. 
En 1822 le domaine est la propriété de Charles Gigault de Crisenoy, puis de Charles Fredi de Coubertin. En 1987, le château est la possession de M. Geoffroy de Navacelle, petit-fils de Charles de Coubertin, dont le grand-oncle Pierre de Coubertin passa toute sa jeunesse au château, qui reste depuis dans la famille.

## Description
Le château est bâti sur la partie occidentale d'une vaste plateforme entourée de douves en eau et accessible au sud par un pont dormant donnant accès à un portail monumental.
Le jardin potager date du XVIIIe siècle[réf. souhaitée]. 

## Protection
Les façades et toitures et l'escalier avec sa rampe à balustres en bois sont inscrits au titre des monuments historiques par arrêté du 13 mars 1975.

## Pour approfondir